# Стожишта
Стожишта су насељено мјесто у Босни и Херцеговини у општини Босанско Грахово које административно припада Федерацији Босне и Херцеговине. Према попису становништва из 1991. у насељу је живјело 98 становника.

## Становништво
| Националност       | 1991. | 1981. | 1971. | 1961. |
| Срби               | 98    | 116   | 166   | 200   |
| Југословени        |       | 11    |       |       |
| остали и непознато |       |       |       |       |
| Укупно             | 98    | 127   | 166   | 200   |

| Демографија | Демографија | Демографија |
| Година      | Становника  | Становника  |
| ----------- | ----------- | ----------- |
| 1961.       | 200         |             |
| 1971.       | 166         |             |
| 1981.       | 127         |             |
| 1991.       | 98          |             |

## Знамените личности
- Милован Видак, српски сликар